# Ия (приток Казанки)
Ия (тат. Ия) — река в России, протекает по Арскому району Республики Татарстан. Правый приток реки Казанка. Длина реки — 25 км, площадь водосборного бассейна 112 км².

## Описание
Начинается в селе Новый Кырлай. Течёт в юго-восточном направлении по открытой местности через населённые пункты Новый Яваш, Старый Яваш, Верхний Азяк, Старый Кырлай, Мендюш, Верхние и Нижние Метески. Основной приток — река Утня — впадает слева.

## Данные водного реестра
Код водного объекта в государственном водном реестре — 11010000112112100003205.